# Kristian Bećiri
Kristian Bećiri, rođen 14.06.1994. u Heppenheimu, Njemačka. Hrvatski je reprezentativni rukometaš
Igrač RK Celje Pivovarna Lasko.
S mladom reprezentacijom 2013. osvojio je srebro na svjetskom prvenstvu.